# Tommaso Rocchi
Tommaso Rocchi, italijanski nogometaš, * 19. september 1977, Benetke, Italija.
Profesionalno kariero je v sezoni 1995/96 pričel pri Juventusu, do leta 2000 pa je nato nastopal v nižjih ligah za Pro Patrio, Fermano, Como in Saronno. V 121 odigranih tekmah je dosegel 36 zadetkov. V dveh sledečih sezonah je nastopal v Serie B v dresu Trevisa in Empolija, za katerega je v 74 tekmah dosegel 19 zadetkov. V sezonah 2002/03 in 2003/04 je z Empolijem dočakal svoj debi v Serie A. Na 64 tekmah je dosegel 16 zadetkov. Po desetih sezonah pri Laziu je v sezoni 2012/13 nastopal za Inter Milan. Po koncu enoletne pogodbe je prestopil k ekipi Padove. 